# Anona
Anona (lat. Annona), rod listopadnog ili zimzelenog drveća, grmova i polugrmova iz porodice Annonaceae, kojoj je dao svoje ime. Postoji preko 160 priznatih vrsta koje rastu u tropskim krajevima Amerike i Afrike.
Poznatija vrsta je čerimoja (A. cherimola).

## Vrste
1. Annona acuminata Saff.
2. Annona acutiflora Mart.
3. Annona acutifolia Saff. ex R.E.Fr.
4. Annona amazonica R.E.Fr.
5. Annona ambotay Aubl.
6. Annona andicola (Maas & Westra) H.Rainer
7. Annona angustifolia Huber
8. Annona annonoides (R.E.Fr.) Maas & Westra
9. Annona asplundiana R.E.Fr.
10. Annona atabapensis Kunth
11. Annona aurantiaca Barb.Rodr.
12. Annona bahiensis (Maas & Westra) H.Rainer
13. Annona bicolor Urb.
14. Annona billbergii R.E.Fr.
15. Annona boliviana (R.E.Fr.) H.Rainer
16. Annona bullata A.Rich.
17. Annona burchellii R.E.Fr.
18. Annona cacans Warm.
19. Annona caesia G.E.Schatz, C.A.Ramos & O.Ortiz
20. Annona calcarata (R.E.Fr.) H.Rainer
21. Annona calophylla R.E.Fr.
22. Annona campestris R.E.Fr.
23. Annona cascarilloides Griseb.
24. Annona centrantha (R.E.Fr.) H.Rainer
25. Annona cercocarpa Saff.
26. Annona cherimola Mill.
27. Annona contrerasii J.Jiménez Ram. & J.C.Soto
28. Annona cordifolia (Szyszyl.) Poepp. ex Maas & Westra
29. Annona coriacea Mart.
30. Annona cornifolia A.St.-Hil.
31. Annona crassiflora Mart.
32. Annona crassivenia Saff.
33. Annona cristalensis (Alain) Borhidi & Moncada
34. Annona crotonifolia Mart.
35. Annona cubensis R.E.Fr.
36. Annona cuspidata (Mart.) H.Rainer
37. Annona danforthii (Standl.) H.Rainer
38. Annona deceptrix (Westra) H.Rainer
39. Annona deminuta R.E.Fr.
40. Annona densicoma Mart.
41. Annona dioica A.St.-Hil.
42. Annona dolabripetala Raddi
43. Annona dolichopetala (R.E.Fr.) H.Rainer
44. Annona dolichophylla R.E.Fr.
45. Annona domingensis R.E.Fr.
46. Annona duckei Diels
47. Annona dumetorum R.E.Fr.
48. Annona echinata Dunal
49. Annona ecuadorensis R.E.Fr.
50. Annona edulis (Triana & Planch.) H.Rainer
51. Annona ekmanii R.E.Fr.
52. Annona emarginata (Schltdl.) H.Rainer
53. Annona excellens R.E.Fr.
54. Annona exsucca DC.
55. Annona fendleri (R.E.Fr.) H.Rainer
56. Annona ferruginea (R.E.Fr.) H.Rainer
57. Annona foetida Mart.
58. Annona fosteri (Maas & Westra) H.Rainer
59. Annona frutescens R.E.Fr.
60. Annona gardneri R.E.Fr.
61. Annona gigantophylla (R.E.Fr.) R.E.Fr.
62. Annona glabra L.
63. Annona glauca Schumach. & Thonn.
64. Annona glaucophylla R.E.Fr.
65. Annona globiflora Schltdl.
66. Annona glomerulifera (Maas & Westra) H.Rainer
67. Annona gracilis R.E.Fr.
68. Annona haematantha Miq.
69. Annona haitiensis R.E.Fr.
70. Annona havanensis R.E.Fr.
71. Annona hayesii Saff.
72. Annona helosioides (Maas & Westra) H.Rainer
73. Annona herzogii (R.E.Fr.) H.Rainer
74. Annona hispida (Maas & Westra) H.Rainer
75. Annona holosericea Saff.
76. Annona humilis Benth.
77. Annona hypoglauca Mart.
78. Annona hystricoides A.H.Gentry
79. Annona impressivenia Saff. ex R.E.Fr.
80. Annona inconformis Pittier
81. Annona insignis R.E.Fr.
82. Annona ionophylla Triana & Planch.
83. Annona iquitensis R.E.Fr.
84. Annona jahnii Saff.
85. Annona jamaicensis Sprague
86. Annona jucunda (Diels) H.Rainer
87. Annona leptopetala (R.E.Fr.) H.Rainer
88. Annona liebmanniana Baill.
89. Annona longiflora S.Watson
90. Annona longipes Saff.
91. Annona macrocalyx R.E.Fr.
92. Annona macroprophyllata Donn.Sm.
93. Annona malmeana R.E.Fr.
94. Annona mammifera (Maas & Westra) H.Rainer
95. Annona manabiensis Saff. ex R.E.Fr.
96. Annona maritima (Záchia) H.Rainer
97. Annona membranacea R.E.Fr.
98. Annona micrantha Bertero ex Spreng.
99. Annona moaensis León & Alain
100. Annona montana Macfad.
101. Annona monticola Mart.
102. Annona mucosa Jacq.
103. Annona muricata L.
104. Annona nana Exell
105. Annona neglecta R.E.Fr.
106. Annona neoamazonica H.Rainer
107. Annona neochrysocarpa H.Rainer
108. Annona neoecuadoarensis H.Rainer
109. Annona neoelliptica H.Rainer & Maas
110. Annona neoinsignis H.Rainer
111. Annona neosalicifolia H.Rainer
112. Annona neosericea H.Rainer
113. Annona neoulei H.Rainer
114. Annona neovelutina H.Rainer
115. Annona nipensis Alain
116. Annona nitida Mart.
117. Annona nutans (R.E.Fr.) R.E.Fr.
118. Annona oblongifolia R.E.Fr.
119. Annona oligocarpa R.E.Fr.
120. Annona oxapampae Maas & Westra
121. Annona pachyantha (Maas & Westra) H.Rainer
122. Annona palmeri Saff.
123. Annona paludosa Aubl.
124. Annona papilionella (Diels) H.Rainer
125. Annona paraensis R.E.Fr.
126. Annona paraguayensis R.E.Fr.
127. Annona parviflora Ruiz & Pav.
128. Annona pickelii (Diels) H.Rainer
129. Annona pittieri Donn.Sm.
130. Annona poeppigii (Mart.) Maas & Westra
131. Annona praetermissa Rendle
132. Annona prevostiae H.Rainer
133. Annona pruinosa Schatz
134. Annona punicifolia Triana & Planch.
135. Annona purpurea Moc. & Sessé ex Dunal
136. Annona rensoniana (Standl.) H.Rainer
137. Annona reticulata L.
138. Annona rigida R.E.Fr.
139. Annona rosei Saff.
140. Annona rufinervis (Triana & Planch.) H.Rainer
141. Annona rugulosa (Schltdl.) H.Rainer
142. Annona saffordiana R.E.Fr.
143. Annona salicifolia Ekman & R.E.Fr.
144. Annona salzmannii A.DC.
145. Annona sanctae-crucis S.Moore
146. Annona scandens Diels ex Pilg.
147. Annona schunkei (Maas & Westra) H.Rainer
148. Annona scleroderma Saff.
149. Annona sclerophylla Saff.
150. Annona senegalensis Pers.
151. Annona sericea Dunal
152. Annona spinescens Mart.
153. Annona spraguei Saff.
154. Annona squamosa L.
155. Annona stenophylla Engl. & Diels
156. Annona sylvatica A.St.-Hil.
157. Annona symphyocarpa Sandwith
158. Annona tenuiflora Mart.
159. Annona tenuipes R.E.Fr.
160. Annona tomentosa R.E.Fr.
161. Annona ulei R.E.Fr.
162. Annona urbaniana R.E.Fr.
163. Annona vepretorum Mart.
164. Annona volubilis Lundell
165. Annona warmingiana Mello-Silva & Pirani
166. Annona williamsii (Rusby ex R.E.Fr.) H.Rainer
167. Annona xylopiifolia A.St.-Hil. & Tul.